# José António de Azevedo Lemos
José António de Azevedo Lemos (Pereira, Vilar (Vila do Conde), 1 de Outubro de 1786 – Lisboa, 16 de Fevereiro de 1870) foi um militar português que se destacou durante a Guerra Civil Portuguesa como um dos principais comandantes das forças afectas a D. Miguel I de Portugal. Teve papel importante no Cerco do Porto e foi o último comandante-em-chefe das forças legitimistas, condição em que foi forçado a assinar a Capitulação de Évora-Monte como representante do povo e do exército português miguelista. Foi também um notável latinista, traduzindo diversos clássicos.

## Biografia
Era filho de António de Azevedo Lemos e Ana Maria Antunes, um casal de humildes lavradores, sendo o primogénito de muitos irmãos.
Como seminarista na cidade do Porto e noviço no Convento do Carmo de Santarém, estudou Latim, Francês e Filosofia, enquanto praticava na farmácia do convento, com resolução de professar.
Com a Primeira Invasão Francesa alistou-se como voluntário no Regimento da Cavalaria n.º 10, para combater os franceses, sendo empregue no Estado-Maior.
Feita a paz em 1815, partiu para o Brasil com Luís António Furtado de Castro do Rio de Mendonça e Faro, o Conde de Barbacena, onde combateu no Paraguai e Rio Grande.
Regressado a Portugal, em 1823 foi nomeado comandante da Guarda e da Polícia do Porto.
Já em 1828, após a chegada de D. Miguel ao trono, é promovido a Coronel e encarregado do comando do Regimento de Infantaria n.º 1. Liderou vários combates, tomou parte no Cerco do Porto e na expedição à ilha Terceira e à ilha da Madeira, tendo comandado as tropas que desembarcaram na então vila da Praia (Açores) em 1829, sendo derrotado. A fidelidade do general e as suas capacidades de comando desde logo despertaram a atenção de D. Miguel, que passou a ter em Lemos um dos seus mais próximos homens de confiança e um verdadeiro amigo.
Em 1832, foi nomeado marechal-de-campo, por D. Miguel I, como recompensa da sua liderança determinada do exército legitimista (vulgo absolutista). Obteve um importante triunfo sobre os constitucionalistas (vulgo liberais), em Novembro de 1833, na Batalha de Alcácer do Sal.
Após os sucessos no Alentejo, o seu prestígio levou o monarca a chamá-lo a Santarém, onde se encontrava a sua corte, e a nomeá-lo Comandante em Chefe do Exército (cargo que desempenharia até ao final da guerra). Quis o destino que, a 18 de Fevereiro de 1834, junto a Santarém, as suas tropas fossem derrotadas pelas forças do Marechal Saldanha, na Batalha de Almoster, confronto que terá sido o canto do cisne da facção legitimista no conflito. Pouco depois, os legitimistas sofrem nova derrota na Batalha da Asseiceira e decidem retirar de Santarém.
Na muita literatura sobre a Guerra Civil e mais propriamente sobre o sítio do Porto, é sempre muito citado pela sua valentia e muito préstimo, ainda como brigadeiro e depois general. Fiel à sua causa recusou aderir ao Exército Constitucional, ainda que para tal expressamente convidado.
Após a derrota na Asseiceira, foi confiada ao General Lemos a importante missão de negociar a Convenção de Évora Monte com os Constitucionalistas. Firmado o tratado, José António Lemos acompanhou o seu soberano e grande amigo pessoal no exílio. Permaneceu em Turim até 1849, ano do seu regresso a Lisboa.
Pelo seu comportamento em Turim e pelo seu bom conselho a D. Miguel, mereceu grande estima e algumas mercês por parte do rei Carlos Alberto da Sardenha.
Regressado a Portugal em 1849, fixou-se em Lisboa onde casou com D. Rita Ferreira Pigott, senhora de grande fortuna, viúva do general João Pigott. Faleceu a 16 de Fevereiro de 1870, tendo sido o seu corpo sepultado no Cemitério Ocidental de Lisboa.
Latinista seguro e firme, traduziu várias obras clássicas que deu à imprensa.
Sendo uma das mais insignes figuras da Terra da Maia oitocentista, o General Lemos foi biografado pelo grande cronista da história da Terra da Maia, o padre Agostinho Antunes de Azevedo, na sua obra de referência A Terra da Maia. Também Simão José da Luz Soriano, cronista da Guerra Civil entre liberais e absolutistas, descreve os feitos deste general na sua História da Guerra Civil.
O General Lemos é também uma personagem da peça Falar Verdade a Mentir (1825), de Almeida Garrett, onde é apresentado como cortês (por exemplo no modo como se dirige à personagem Brás Ferreira) e dedicado aos amigos, mas acaba, contudo, envolvido nos "esquemas" mentirosos de Duarte.